# Chaurai Khas
Chaurai Khas è una suddivisione dell'India, classificata come nagar panchayat, di 11.399 abitanti, situata nel distretto di Chhindwara, nello stato federato del Madhya Pradesh. In base al numero di abitanti la città rientra nella classe IV (da 10.000 a 19.999 persone).

## Geografia fisica
La città è situata a 22° 3' 0 N e 79° 15' 0 E e ha un'altitudine di 619 m s.l.m..

## Società

### Evoluzione demografica
Al censimento del 2001 la popolazione di Chaurai Khas assommava a 11.399 persone, delle quali 5.965 maschi e 5.434 femmine. I bambini di età inferiore o uguale ai sei anni assommavano a 1.522, dei quali 779 maschi e 743 femmine. Infine, coloro che erano in grado di saper almeno leggere e scrivere erano 7.843, dei quali 4.394 maschi e 3.449 femmine.